# 三拱桥乡
三拱桥乡，是中华人民共和国湖南省湘西土家族苗族自治州凤凰县下辖的一个乡镇级行政单位。

## 行政区划
三拱桥乡下辖以下地区：
三拱桥村、廖家冲村、拉务村、泡水村、麻冲村、欧阳村、丛良坡村、晒金塘村、板参村、高斗村、管刀村、茶山村、阳光村、大田村、高寨村和洞角村。

## 民族學校的苗族教育
以凤凰县的苗族民族學校——三拱桥乡中心完小為例，2008年开始加強开展「民族民间文化进校园」活动，课程开发集中在歌舞方面（每周一、三、五做苗家花鼓操，二、四做广播体操），其次是苗族体育和苗族美术（如美术课上以剪纸和刺绣代替传统课堂的水彩和颜料，体育课上以苗拳作为课前十分钟的热身训练）。該校本课程开发，学校没有足够的经费支持，主要依靠美国“蒲公英行动”教育基金的支持。而家長與學校追求升学率，也不重視苗族校本課程。